# Camilla mathisi
Camilla mathisi is een vliegensoort uit de familie van de Camillidae. De wetenschappelijke naam van de soort is voor het eerst geldig gepubliceerd in 1985 door Papp.